# Benjamin Ndiaye
Benjamin Ndiaye (ur. 28 października 1948 w Fadiouth) – senegalski duchowny katolicki, arcybiskup metropolita Dakaru w latach 2015–2025.

## Życiorys
Święcenia kapłańskie otrzymał 21 sierpnia 1977 i został inkardynowany do archidiecezji Dakaru. Po studiach odbytych w Jerozolimie został wikariuszem parafii katedralnej. W 1983 rozpoczął pracę jako wykładowca miejscowego seminarium. 10 lat później ponownie podjął studia biblijne - początkowo w paryskim Instytucie Katolickim, a następnie w jerozolimskiej Francuskiej Szkole Biblijnej i
Archeologicznej, gdzie uzyskał w 1997 tytuł doktora. Po powrocie do kraju został proboszczem jednej z dakarskich parafii, jednocześnie odpowiadając za formację stałą duchowieństwa archidiecezji. W 2000 został mianowany wikariuszem generalnym.

### Episkopat
15 czerwca 2001 papież Jan Paweł II mianował go biskupem ordynariuszem diecezji Kaolack. Sakry biskupiej 24 listopada 2001 udzielił mu kard. Théodore-Adrien Sarr.
22 grudnia 2014 papież Franciszek mianował go arcybiskupem metropolitą Dakaru. Ingres odbył się 21 lutego 2015. 22 lutego 2025 przyjęta została jego rezygnacja z urzędu i jako jego następca mianowany został abp André Gueye.
W latach 2012–2017 pełnił funkcję przewodniczącego Konferencji Biskupów Senegalu, Mauretanii, Republiki Zielonego Przylądka i Gwinei-Bissau.